# Ryan Day
Ryan Day, född 23 mars 1980 i Pontycymer, Wales, är en walesisk professionell snookerspelare. Han har vunnit tre rankingtävlingar, Riga Masters 2017, Gibraltar Open 2018 och Snooker Shoot-Out 2021. Därutöver har han varit i final fem gånger; två under 2007: Malta Cup och Shanghai Masters, samt Grand Prix 2008, World Grand Prix 2017 och i Gibraltar Open 2019. Säsongen 2007/08 nådde han för första gången topp-16 på rankingen, och inför säsongen 2008/09 var han rankad på plats åtta. Hans högsta ranking var 2009/2010, då han rankades på sjätte plats.
Day blev professionell 1999. Fem år senare blev han den förste någonsin att göra tre centuries i sin allra första match i The Crucible Theatre, där VM spelas varje år.
Tillsammans med sin fru Lynsey har han två döttrar, födda 2006 respektive 2010.

## Titlar

### Rankingtitlar
- Riga Masters - 2017[1]
- Gibraltar Open - 2018[1]
- Snooker Shoot-Out - 2021[1]

### Icke-rankingtitlar
- Benson & Hedges Championship - 2001
- 2018 Romanian Masters - 2018[1]

### Pro-am (professionella-amatörer)
- TCC Open Snooker Championship - 1999
- EASB Open Tour Event 1 - 2002
- EASB Open Tour Event 2 - 2003
- Pontins Autumn Open - 2006
- Austrian Open - 2008

### Amatörfinaler
- Welsh Amateur Championship - 1998